# Die Geschichte der Menschheit – leicht gekürzt
Die Geschichte der Menschheit – leicht gekürzt ist eine deutsche Filmkomödie von Erik Haffner aus dem Jahr 2022, die am 16. Juni 2022 in die deutschen Kinos kam. Der Film ist an die ZDF-Comedyserie Sketch History angelehnt, bei der unter anderem Haffner ebenfalls Regie führte. Auch beteiligten sich weitere große Teile des Sketch-History-Teams an dieser Komödie.

## Handlung
Der NASA-Wissenschaftler Gerhard Friedle und sein Team schicken 1977 mit der Raumsonde Voyager die Golden Record ins All, auf der das gesammelte Wissen der Menschheit enthalten ist. Die Raumsonde mit der Schallplatte wird von Außerirdischen im Jahr 2050 aufgefunden. Daraufhin präsentiert Friedle vor den drei Aliens in Form einer Video-Botschaft, die auf der Platte abgespeichert ist, eine episodenhafte Nacherzählung der Geschichte der Menschheit (vom Urknall bis zur Gegenwart), die sich hierbei jedoch ganz anders ereignet hat, als es bisher in den Geschichtsbüchern zu finden war. Die Außerirdischen sind über das offensichtlich idiotische Verhalten der Menschen erstaunt und beschließen, zu verhindern, dass die Menschheit die Erde jemals verlassen kann, „um dem Rest des Universums das Chaos und Leid zu ersparen“. Erst am Ende erfährt man, dass die von den Aliens erhaltene Golden Record eigentlich als Gag für die NASA-Weihnachtsfeier gedacht war und Friedles dusslige Assistentin versehentlich nicht die richtige Platte abschicken ließ. Die Zerstörung der Erde geschieht, während eine alternde Greta Thunberg eine Rede hält, laut der das Klima gerettet wurde.

## Besetzung
| Schauspieler             | Rollen (Auswahl)                                           |
| ------------------------ | ---------------------------------------------------------- |
| Christoph Maria Herbst   | Gerhard Friedle                                            |
| Matthias Matschke        | Platon Pontius Pilatus Friedrich Olbricht Eliot Ness       |
| Judith Richter           | Neandertalerin Wikingerin Gerda Störtebeker                |
| Alexander Schubert       | Judas Horst Konopke Michelangelo Ludwig XVI.               |
| Jasmin Schwiers          | Electra Isabella I. Jessica (Praktikantin auf der Titanic) |
| Paul Sedlmeir            | Johannes Henker Soldat Gerhard Smutje                      |
| Holger Stockhaus         | Aristoteles Handwerker Jürgen Erich Hoepner                |
| Carsten Strauch          | Wikinger Uwe Soldat Hans Soldat Friedrichs                 |
| Bela B                   | Joseph-Ignace Guillotin                                    |
| Heino Ferch              | Edward John Smith                                          |
| Max Giermann             | Jesus Christus / Klaus Kinski                              |
| Jeanette Hain            | Greta Thunberg                                             |
| Hannes Jaenicke          | Günther Prien                                              |
| Rick Kavanian            | Rufus Eisenpilz Patros Papadopulos Ägyptischer Pharao      |
| Carolin Kebekus          | Karola                                                     |
| Barbara Meier            | Tizia Medici                                               |
| Valerie Niehaus          | Neandertalerin „Onka“                                      |
| Uwe Ochsenknecht         | Homo Sapiens „Urgh“                                        |
| Bastian Pastewka         | Al Capone                                                  |
| Axel Prahl               | Sokrates                                                   |
| Tom Schilling            | Claus Schenk Graf von Stauffenberg                         |
| Christian Tramitz        | Zenturio                                                   |
| Ulrich Tukur             | Erik der Rote                                              |
| Kostja Ullmann           | Klaus Störtebeker                                          |
| Gustav Peter Wöhler      | Christoph Kolumbus                                         |
| Luisa Wietzorek (Stimme) | Weibliche Amöbe                                            |
| Jan van Weyde (Stimme)   | Männliche Amöbe                                            |

## Hintergrund
Die Geschichte der Menschheit – leicht gekürzt wurde von der Film- und Medienstiftung NRW mit 700.000 € sowie vom FFF Bayern mit 350.000 € gefördert. Produziert wurde die Komödie von Pantaleon Films, Gerda Film sowie Warner Bros. Film Productions Germany in Koproduktion mit Brainpool. Der Distributor des Films ist ebenfalls Warner Bros.
Die Dreharbeiten für den Film fanden vom 5. Juni bis zum 13. Oktober 2021 statt, gedreht wurde in Deutschland (u. a. in den Bavaria Studios), Bulgarien (dort u. a. in den Nu Boyana Film Studios) und auf Madeira. Obwohl das ZDF an der Produktion des Films nicht beteiligt war, gibt es einige Rückgriffe auf wiederkehrende Elemente von Sketch History, beispielsweise auf die „Firma Kasallek“, die aus rechtlichen Gründen jedoch in „Konopke“ umbenannt werden musste.
Eine „Fan-Premiere“ des Films fand am 7. Juni 2022 in Köln statt.

## Rezeption
Während Sketch History durchaus auch positiv aufgenommen wurde, fiel die Kritik zur Geschichte der Menschheit – leicht gekürzt überwiegend negativ aus.

„Aber auch nur in die Nähe eines legendären Sketches wie desjenigen über den tödlichen Witz kommt „Die Geschichte der Menschheit (leicht gekürzt)“ in keiner Sekunde. […] „Die Geschichte der Menschheit (leicht gekürzt)“ hat Elemente eines Prominentenaufmarsches […] bei einem Karneval mit vielen naheliegenden Nummern. Wer dafür ins Kino geht, riskiert eine Erfahrung von Befremdung. Im Fernsehen kann das dann später getrost rauf und runter spielen.“

„Auch wenn die komödiantische Prominenz Schlag auf Schlag auftritt, kommt kein richtiger Schwung in die historische Sketch-Parade. Wie die meisten Comedy-Schreiber orientiert sich Haffner an der Persiflage von Genrefilmen […]. Dabei verpufft der überwiegende Teil der Sketche auf unterem Humorniveau […]. Andere Nummern […] ziehen sich wie Kaugummi hin zu äußerst dürftigen Pointen. Vergeblich bleibt auch der Versuch in der bemühten Rahmenhandlung und dem Schlusssong ‚Bye, Bye – die Party ist vorbei‘ mit zivilisationskritischen Tönen der mageren Comedy-Parade eine politische Botschaft einzuhauchen.“

„Angenommen, die wichtigsten Momente der Menschheitsgeschichte wären ganz anders verlaufen, und Dummheit, Gier und Faulheit hätten sich dabei als die wahren Triebfedern hinter der historischen Entwicklung gezeigt – wäre dann die Welt vielleicht genau so, wie sie heute ist? Diese Prämisse des Films von Erik Haffner ist nicht besonders tiefsinnig, aber das macht nichts, weil sich das Drehbuch ohnehin nur lose daran orientiert. Die gesamte Geschichte wird hier zur Folie eines episodischen Klamauks mit einem unangenehm misanthropischen Grundton, der oft, und so auch hier, ein Zeichen von Denkfaulheit und Selbstgerechtigkeit ist.“

„‚Die Geschichte der Menschheit – leicht gekürzt‘ verdreht die Historie. Bekanntes Konzept, starke Besetzung, aber schwieriger Humor. […] Das ist mal geschmack- und witzlos […], spielt mal elegant auf der Metaebene, […] oder einfach nur albern, wenn schwäbische Hausfrauen im Ersten Weltkrieg einen (besonders hintersinnigen) Junggesellinnenabschied zwischen den Schützengräben von Franzosen und Deutschen feiern. Ist aber auf jeden Fall mit Heino Ferch als Titanic-Kapitän, Axel Prahl als Sokrates oder Ulrich Tukur als Erik der Rote exorbitant gut besetzt. Geschichte umzuschreiben muss offenbar auch großen Schauspielstars viel Spaß machen.“